# Carl Guesmer
Carl Guesmer (* 14. Mai 1929 in Kirch Grambow; † 4. März 2009 in Schöningen; eigentlich:  Karl Achim Waldemar Güsmer) war ein deutscher Lyriker und Bibliothekar.

## Leben
Carl Guesmer wurde in Kirch Grambow in Mecklenburg geboren und wuchs im Pfarrhaus Parchim auf. 1951 ging er nach Westdeutschland und wurde Bibliothekar in Marburg/Lahn.
1959 veröffentlichte er erstmals Gedichte in Alfred Döblins Zeitschrift Das Goldene Tor. Seine ersten beiden Gedichtbände erschienen 1954 und 1955 in der Eremiten-Presse. Nach seiner Pensionierung 1994 zog er nach Schöningen und wählte damit die geographische Mitte zwischen Marburg und Kirch Grambow. Hier beging er am 4. März 2009 Selbstmord.
Guesmer ist 1948 von Alfred Döblin entdeckt und gefördert worden: „Ihre beiden Gedichte sind hier angekommen. Ich danke Ihnen und wir werden mit Vergnügen sie nächstens abdrucken.“ (Döblin an Guesmer, 30. November 1948). Er machte sich als Naturlyriker, aber auch mit lyrischen Prosaskizzen und Essays einen Namen. Sein Band Geschehen und Landschaft enthält Erinnerungen an die Kindheit in Mecklenburg.
Guesmer erhielt 1962 den Förderpreis zum Lessing-Preis der Freien und Hansestadt Hamburg und 1976 den Förderpreis zum Andreas-Gryphius-Preis der Stadt Düsseldorf.

## Werke
- Frühling des Augenblicks, Eremiten-Presse 1954
- Ereignis und Einsamkeit. Eremiten-Presse, Stierstadt im Taunus 1955
- Von Minuten beschattet. Limes, Wiesbaden 1957
- Alltag in Zirrusschrift. Deutsche Verlagsanstalt, Stuttgart 1960
- Zeitverwehung. Neue Gedichte. Stuttgart 1965
- Geschehen und Landschaft. Lyrische Prosa. G. Müller, München 1967
- Dächerherbst. G. Müller, München 1970
- Abziehendes Tief. München 1974
- Auswahl. Gedichte 1949-1979. München 1979
- Zur Ferne aufspielen. Baumann, Kulmbach 1985, ISBN 3-922091-13-X
- Im abgetragenen Sommer. Baumann, Kulmbach 1992, ISBN 3-922091-23-7
- Baumkronen mit Septemberspuren. Baumann, Kulmbach 1999, ISBN 3-922091-52-0
- Vom Meer desertierte Wellen. Baumann, Kulmbach 2005, ISBN 3-922091-91-1